# J.A. Detmers
Johannes Alfonsus Detmers (Rotterdam, 14 augustus 1915 – Balgoy, 4 oktober 1986) was een Nederlands burgemeester.
Hij ging in 1941 werken bij de gemeentesecretarie van Woerden waar hij commies was voor hij eind 1953 benoemd werd tot burgemeester van Zevenhoven. In 1960 volgde zijn benoeming tot burgemeester van Zoeterwoude waar hij tot zijn pensionering zou blijven. Detmers was lid van de KVP en, later, het CDA. Hij was Ridder in de Orde van Oranje-Nassau.